# Wikipédia en hindi
Wikipédia en hindi (en hindi : हिन्दी विकिपीडिया, wikipīḍiyā) est l’édition de Wikipédia en hindi, langue indique centrale (en) (de la famille des langues indo-aryennes) parlée en Inde. L'édition est lancée le 11 juillet 2003. Son code est : hi.
Au 20 mars 2025, l'édition en hindi contient 165 198 articles et compte 848 557 contributeurs, dont 1 228 contributeurs actifs et 7 administrateurs.

## Présentation

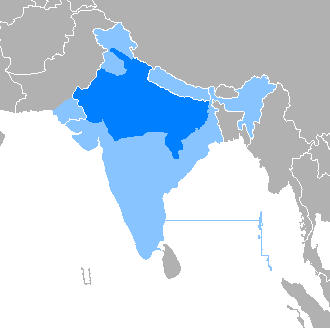
Aire de diffusion de l'hindi.

## Statistiques
- Le seuil des 10 000 articles a été atteint le 14 mars 2007 et celui des 100 000 le 30 août 2011.
- Le 1er juillet 2018, l'édition en hindi compte quelque 128 000 articles et plus de 360 000 utilisateurs enregistrés.
- Le 5 octobre 2022, elle contient 153 120 articles et compte 717 986 contributeurs, dont 1 410 contributeurs actifs et 6 administrateurs.
- Le 16 août 2024, elle contient 163 283 articles et compte 824 255 contributeurs, dont 984 contributeurs actifs et 7 administrateurs.